# Ланд
Ланд (фр. Landes) — коммуна во Франции, находится в регионе Пуату — Шаранта. Департамент коммуны — Шаранта Приморская. Входит в состав кантона Сен-Жан-д’Анжели. Округ коммуны — Сен-Жан-д’Анжели.
Код INSEE коммуны — 17202.

## Население
Население коммуны на 2010 год составляло 584 человека.
| 1962 | 1968 | 1975 | 1982 | 1990 | 1999 | 2010 |
| ---- | ---- | ---- | ---- | ---- | ---- | ---- |
| 443  | 522  | 513  | 505  | 527  | 524  | 584  |